# (500178) 2012 FN46
(500178) 2012 FN46 es un asteroide perteneciente al cinturón de asteroides, descubierto el 21 de febrero de 2012 por el equipo del Spacewatch desde el Observatorio Nacional de Kitt Peak, Arizona, Estados Unidos.

## Designación y nombre
Designado provisionalmente como 2012 FN46.

## Características orbitales
2012 FN46 está situado a una distancia media del Sol de 2,721 ua, pudiendo alejarse hasta 3,223 ua y acercarse hasta 2,218 ua. Su excentricidad es 0,184 y la inclinación orbital 2,358 grados. Emplea 1639,54 días en completar una órbita alrededor del Sol.
Los próximos acercamientos a la órbita de Júpiter se producirán el 5 de junio de 2059, el 1 de agosto de 2095 y el 25 de septiembre de 2131, entre otros.

## Características físicas
La magnitud absoluta de 2012 FN46 es 17,7.